# Élections cantonales de 1883 dans la Somme
Les élections cantonales françaises de 1883 ont eu lieu le 12 aout 1883 et 19 aout 1883.

## Contexte départemental

### Assemblée départementale sortante
Avant les élections, le conseil général de la Somme est présidé par Albert Dauphin (Libéral), à la tête du département depuis 1873. Il comprend 41 conseillers généraux issus des 41 cantons de la Somme. 20 d'entre eux sont renouvelables lors de ces élections.
| Parti                                                     | Sigle | Sigle    | Élus |
| --------------------------------------------------------- | ----- | -------- | ---- |
| Centre (23 sièges)                                        |       |          |      |
| Républicains modérés                                      |       | Rép.     | 15   |
| Conservateurs libéraux                                    |       | Libéral  | 8    |
| Droite (13 sièges)                                        |       |          |      |
| Monarchistes (Légitimistes - Orléanistes - Bonapartistes) |       | Monar.   | 13   |
| Gauche (5 sièges)                                         |       |          |      |
| Républicains radicaux                                     |       | Rad.     | 3    |
| Radicaux-socialistes                                      |       | Rad-soc. | 2    |
| Président du conseil général                              |       |          |      |
| Albert Dauphin (Libéral)                                  |       |          |      |

## Conseil général élu
| Canton             | Conseiller sortant                    | Étiquette | Candidat élu                    | Étiquette |
| ------------------ | ------------------------------------- | --------- | ------------------------------- | --------- |
| Abbeville-Sud      | Henri Labitte                         | Libéral   | Henri Labitte                   | Libéral   |
| Acheux-en-Amiénois | Charles Marie Faton de Faverney       | Monar.    | Charles Marie Faton de Faverney | Monar.    |
| Albert             | Georges Le Feuvre d'Ovigne            | Monar.    | Albert Désiré Toulet            | Rép.      |
| Amiens-Nord-Ouest  | Lucien Fournier                       | Rad.      | Lucien Fournier                 | Rad.      |
| Amiens-Sud-Est     | Albert Dauphin                        | Libéral   | Albert Dauphin                  | Libéral   |
| Ault               | Adalbert de Rambures                  | Monar.    | Adéodat Gilson                  | Rad-soc.  |
| Chaulnes           | Ernest Boinet                         | Rép.      | Ernest Boinet                   | Rép.      |
| Conty              | Émile Béguin                          | Monar.    | Émile Béguin                    | Monar.    |
| Corbie             | Charles Ducamp                        | Rép.      | Charles Ducamp                  | Rép.      |
| Crécy-en-Ponthieu  | Jules Sagebien                        | Rép.      | Jules Sagebien                  | Rép.      |
| Domart-en-Ponthieu | Octave Dhavernas                      | Libéral   | François-Jules Brouilly         | Rép.      |
| Hallencourt        | Gustave Colart                        | Libéral   | Léon de Bonnault d'Houët        | Monar.    |
| Ham                | Achille-Joseph Bernot                 | Rép.      | Achille-Joseph Bernot           | Rép.      |
| Hornoy-le-Bourg    | Marie Arthur Danzel d'Aumont          | Monar.    | Théophile Martin                | Rép.      |
| Molliens-Vidame    | Camille Léon de Chassepot de Beaumont | Monar.    | Arsène Gambier                  | Rép.      |
| Montdidier         | Gustave-Louis Jametel                 | Libéral   | Gustave-Louis Jametel           | Libéral   |
| Moreuil            | Charles Descaure                      | Monar.    | Charles Descaure                | Monar.    |
| Moyenneville       | Charles Demarquet                     | Rad-soc.  | Charles Demarquet               | Rad-soc.  |
| Péronne            | Alexandre Villemant                   | Monar.    | Alexandre Villemant             | Monar.    |
| Rue                | Antoine Béthouart                     | Rép.      | Antoine Béthouart               | Rép.      |

*Conseillers généraux sortants ne se représentant pas

### Élus
| Partis       | Partis                 | Conseillers sortants | Conseillers élus | Évolution     |
| ------------ | ---------------------- | -------------------- | ---------------- | ------------- |
|              | Républicains modérés   | 5                    | 9                | 4             |
|              | Conservateurs libéraux | 5                    | 3                | 2             |
| Total Centre | Total Centre           | 10                   | 12               | 2             |
|              | Monarchistes           | 8                    | 5                | 3             |
| Total Droite | Total Droite           | 8                    | 5                | 3             |
|              | Radicaux-socialistes   | 1                    | 2                | 1             |
|              | Républicains radicaux  | 1                    | 1                | en stagnation |
| Total Gauche | Total Gauche           | 2                    | 3                | 1             |

### Groupes politiques
| Parti                                                     | Sigle | Sigle    | Élus |
| --------------------------------------------------------- | ----- | -------- | ---- |
| Centre (25 sièges)                                        |       |          |      |
| Républicains modérés                                      |       | Rép.     | 19   |
| Conservateurs libéraux                                    |       | Libéral  | 6    |
| Droite (10 sièges)                                        |       |          |      |
| Monarchistes (Légitimistes - Orléanistes - Bonapartistes) |       | Monar.   | 10   |
| Gauche (6 sièges)                                         |       |          |      |
| Républicains radicaux                                     |       | Rad.     | 3    |
| Radicaux-socialistes                                      |       | Rad-soc. | 3    |
| Président du conseil général                              |       |          |      |
| Albert Dauphin (Libéral)                                  |       |          |      |